# Cote (Costa Rica)
Cote è un distretto della Costa Rica facente parte del cantone di Guatuso, nella provincia di Alajuela.